# Keangnam Hanoi Landmark Tower
Keangnam Hanoi Landmark Tower es un rascacielos ubicado en el bulevar Pham Hung, perteneciente al distrito Cau Giay de Hanói, Vietnam. Esta zona se reserva para las oficinas centrales de grandes corporaciones como Agribank y VNPT. La torre es parte de un complejo residencial y de oficinas, de 72 pisos de altura y 2 subterráneos y tiene una altura desde el suelo hasta el tope estructural de 349 m y 329 m hasta la azotea. Hay otras dos torres de pisos de 47 plantas. La compañía responsable es Keangnam, de Corea del Sur. El capital invertido fue de 1 050 millones de $US.
El complejo cuenta con un hotel de 5 estrellas, oficinas, zonas de ocio, espacios comerciales, clínicas y centros de convenciones. Hanoi Landmark Tower es el edificio más alto de Vietnam.
El 11 de junio de 2008, se firmó un acuerdo entre la dirección de la torre y el InterContinental Hotels Group para gestionar el hotel de 383 habitaciones en la torre InterContinental Hanoi Landmark. Las residencias también serán atendidas por el hotel y tendrán acceso a sus instalaciones.
En noviembre de 2010, la torre llegó a unos 300 metros, convirtiéndose en la estructura más alta de Vietnam. El 24 de enero de 2011, la torre principal llegó a los 349 metros a su altura máxima, convirtiéndose en el edificio más alto de Vietnam, mientras que las otras dos torres tienen una altura de 212 metros.

## Galería

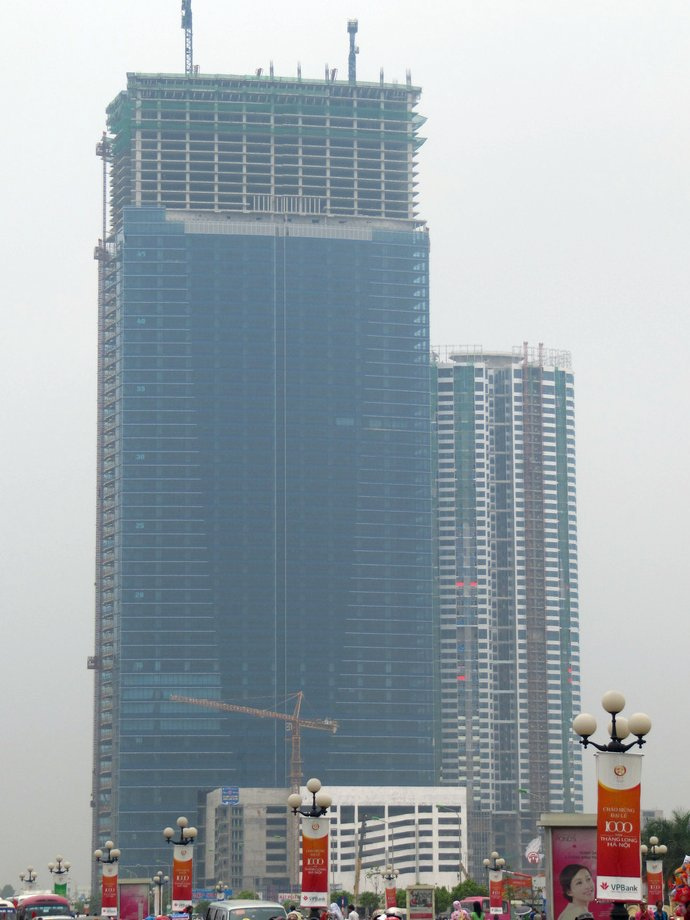
En octubre de 2010
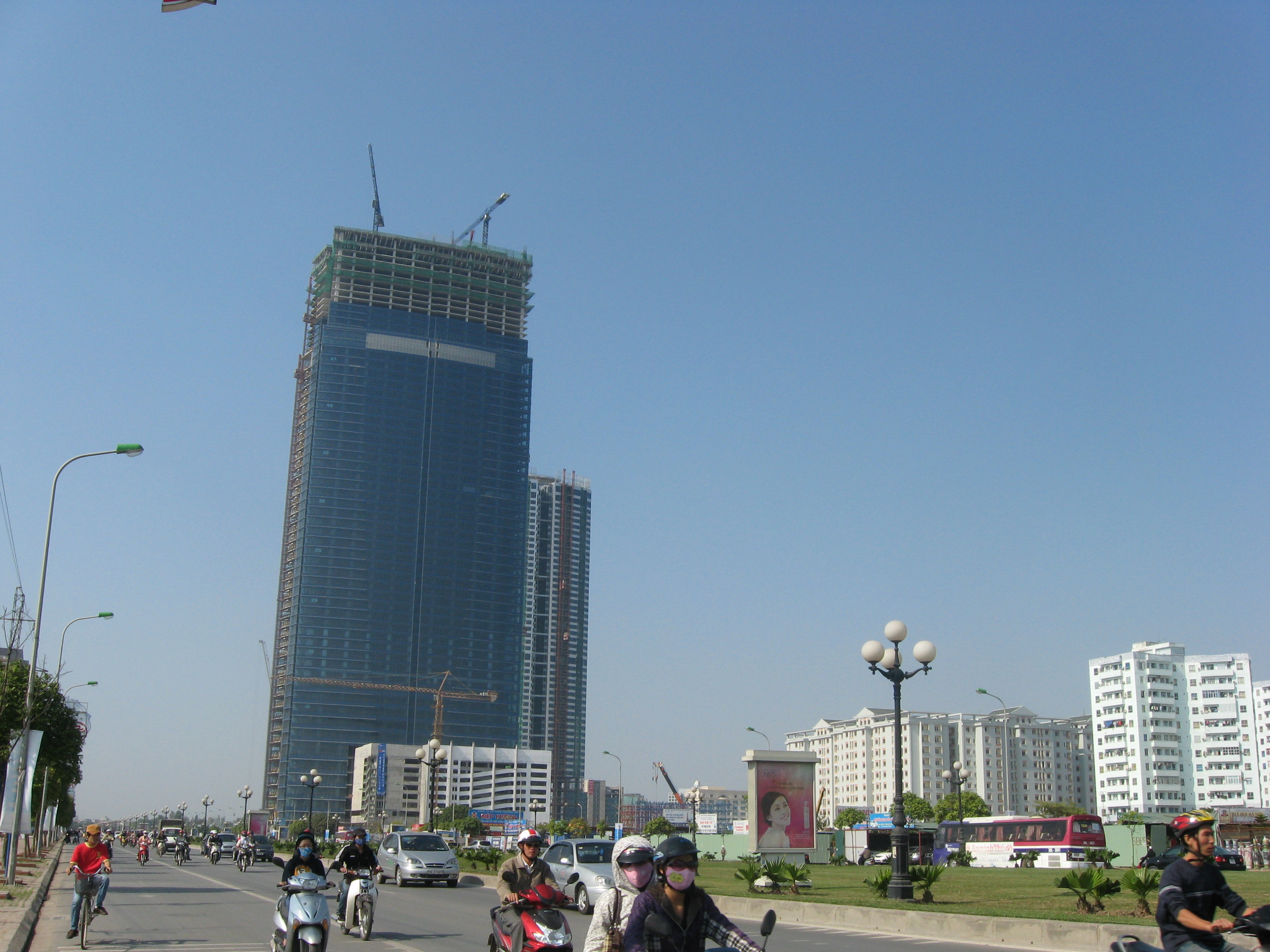
30 de octubre de 2010
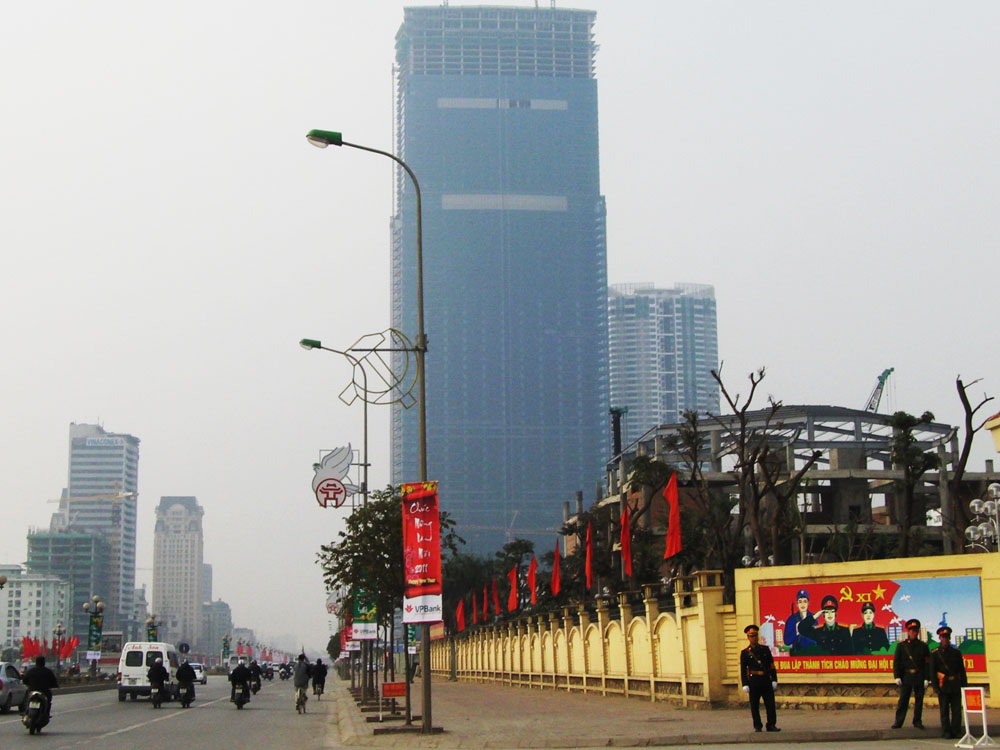
1 de febrero de 2011
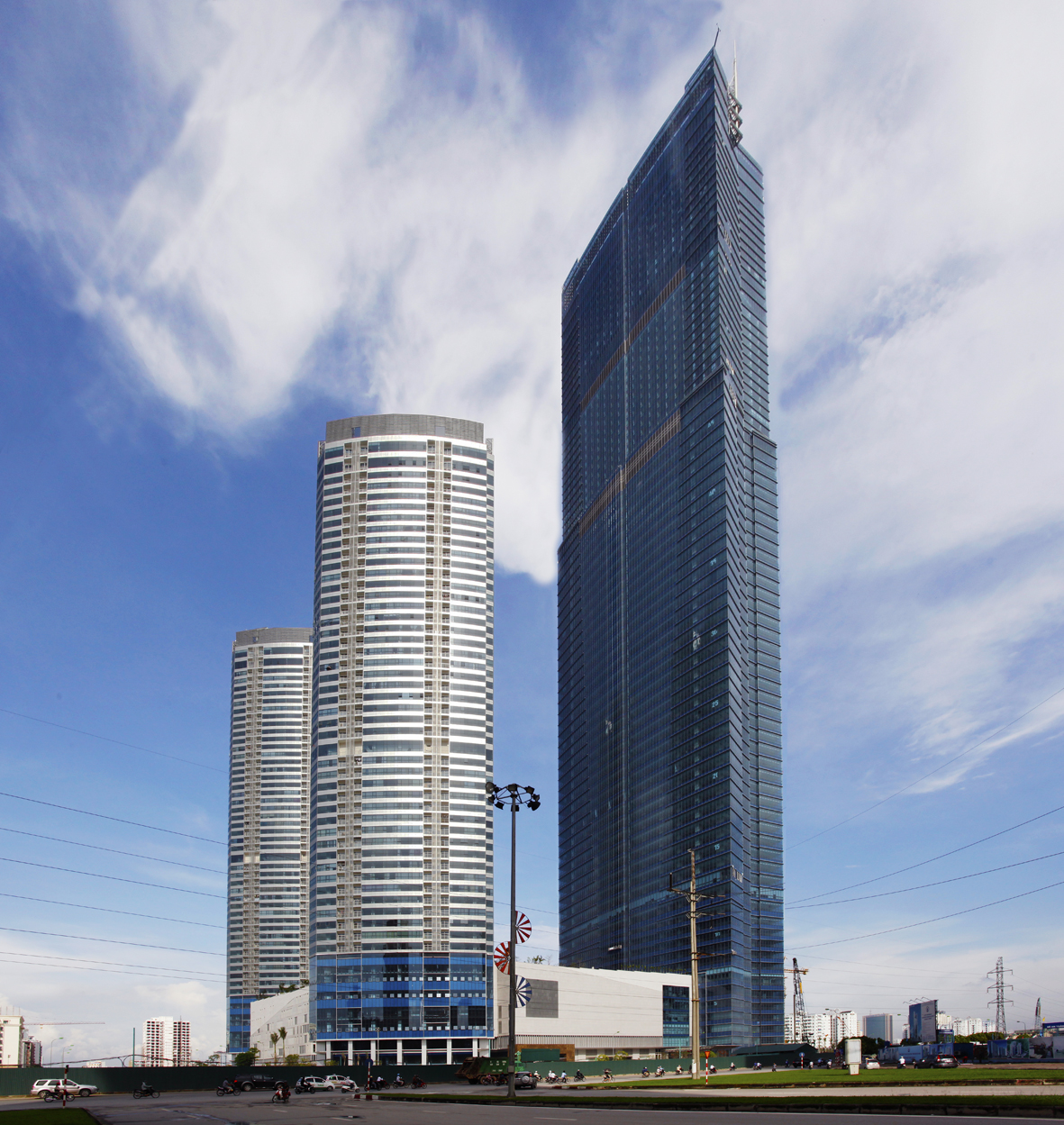
5 de septiembre de 2011
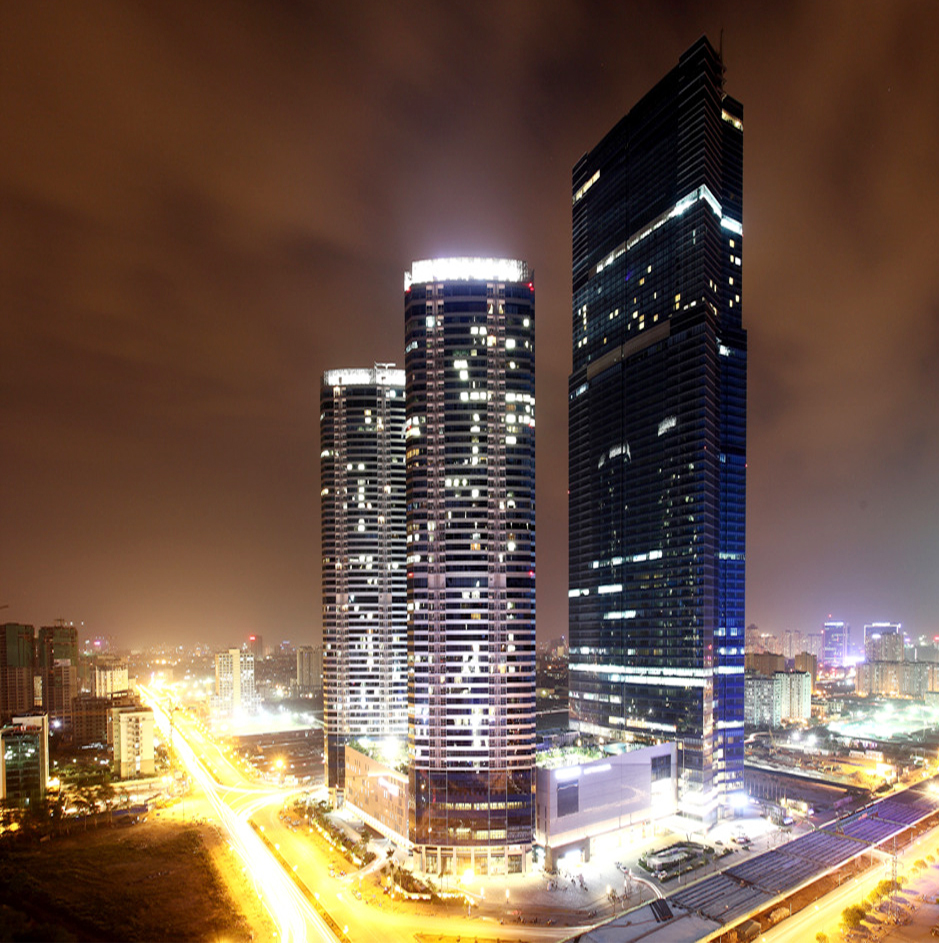
17 de mayo de 2012